# Guglielmo Sanfelice d'Acquavella
Guglielmo Sanfelice d'Acquavella, O.S.B. (Aversa, 13 de abril de 1834 – Nápoles, 3 de janeiro de 1897) foi um frei e cardeal italiano da Igreja Católica, arcebispo de Nápoles.

## Biografia
Ele nasceu em Aversa em 13 de abril de 1834 para Giuseppe, Duque de Acquavella, e Giovanna de Martino, dos barões de Montegiordano. Após sua primeira educação doméstica, ele começou seus estudos no Real Collegio di Maddaloni e os continuou por dez anos no estudantado beneditino da Santíssima Trindade de Cava de' Tirreni. Entretanto, como a família se mudou para Nápoles e residia perto da catedral, na paróquia de San Giorgio Maggiore dei pii operai, foi acolhido no clero napolitano como clérigo externo em 23 de setembro de 1851 pelo pró-vigário-geral Vincenzo Balzano. Ainda estudante, foi convidado a ensinar literatura latina, grega e italiana.

## Votos e sacerdócio
Entrou na Ordem de São Bento na Abadia territorial da Santíssima Trindade de Cava de' Tirreni em 21 de novembro de 1853, frequentou o noviciado de San Germano di Cassino e fez sua primeira profissão em 15 de julho de 1855. Recebeu então o subdiaconado em agosto 15 de março de 1855 e o diácono em 17 de agosto de 1856. Finalmente, depois de ter sido ordenado sacerdote em 15 de março de 1857 pelo arcebispo de Nápoles, o cardeal Sisto Riario Sforza, fez sua profissão solene em Cava em 9 de julho de 1857, pelas mãos do abade Onofrio Granata.
Tornou-se leitor de teologia na abadia de Monte Cassino, em 1858, e entre 1861 e 1867, foi mestre de noviços. Na abadia da Santíssima Trindade de Cava de' Tirreni, foi leitor e decano, vigário-geral a partir de 15 de julho de 1874 e fundou o liceo ginnasio, anexo à abadia.
Estudou na Universidade de Nápoles, onde obteve o doutorado em teologia em 4 de setembro de 1875, e no Colégio de Protonotários, em Roma, onde obteve o doutorado utroque iuris em direito civil e canônico, em 27 de abril de 1876.

## Episcopado
Sua nomeação como sucessor do cardeal Riario Sforza como arcebispo de Nápoles foi anunciada de surpresa por Leão XIII em 29 de junho de 1878 e proclamada no consistório de 15 de julho seguinte. Foi consagrado em 21 de julho na igreja romana de Santa  Maria in Campitelli pelo Cardeal Secretário de Estado, Alessandro Franchi, assistido por Tommaso Reggio, bispo de Ventimiglia e pelo capuchinho napolitano Ignazio Persico, bispo coadjutor de Aquino, Sora e Pontecorvo. Fez sua entrada na diocese em 11 de agosto, mas, não tendo sido concedido o exequatur por oposição de Pasquale Stanislao Mancini, que reivindicou o patrocínio real sobre o arcebispado de Nápoles, ele não pode ocupar o cargo até novembro seguinte, quando o rei Humberto I assinou o decreto.
Mais de um século e meio depois do último sínodo diocesano em Nápoles, celebrado em 1726 pelo cardeal Francesco Pignatelli, Sanfelice celebrou dois no espaço de seis anos, em 1882 e 1888, cujos atos foram publicados. Em 1891 presidiu o primeiro Congresso Eucarístico Nacional, que se realizou em Nápoles de 21 a 26 de novembro, com a participação de três cardeais e mais de quarenta arcebispos e bispos.
Apoiou religiosos cujas Ordens haviam sido suprimidas por leis civis, encorajando-os a manter o cuidado de suas antigas igrejas, algumas das quais ele até tentou resgatar. Também favoreceu a fundação de novos institutos de vida consagrada, especialmente para mulheres, engajadas em atividades apostólicas e sociais.
Ele estava atento às necessidades das pessoas mais vunveráveis. Distinguiu-se por socorrer as vítimas do terremoto de Casamicciola em Ischia em 28 de julho de 1883 e na epidemia de cólera do ano seguinte, obtendo os aplausos de todos os partidos políticos e uma medalha de ouro "por se ter feito eminentemente meritório da saúde pública". Incentivou a abertura, por parte do clero e das organizações católicas, de jardins de infância, centros recreativos juvenis, escolas e cozinhas populares.

## Cardinalato

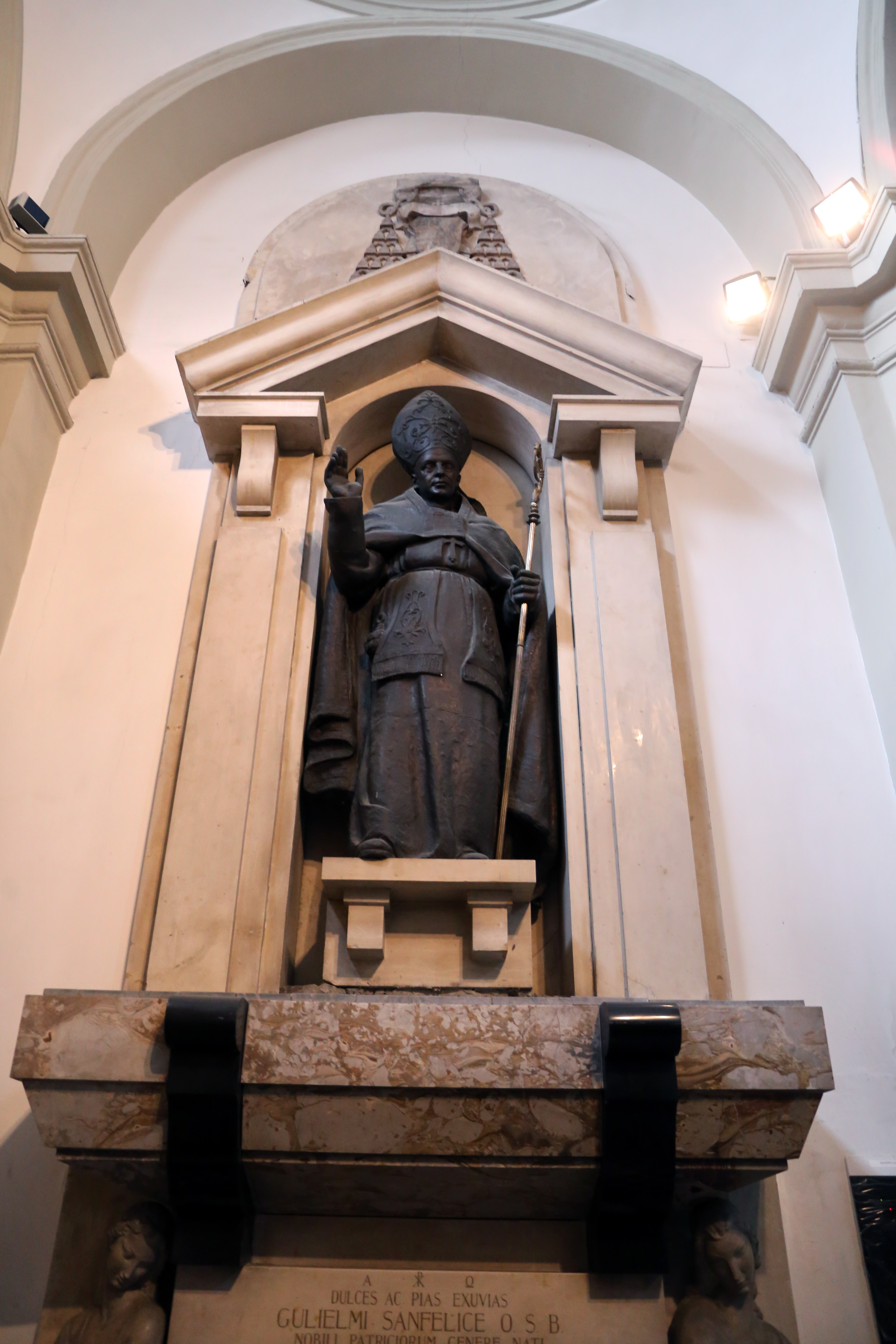
Monumento funerário erguido na Capela Brancaccio por ordem do cardeal arcebispo Alessio Ascalesi em 1940.

Foi criado cardeal pelo Papa Leão XIII, no Consistório de 24 de março de 1884, recebendo o barrete vermelho e o título de cardeal-presbítero de São Clemente em 27 de março do mesmo ano.
Em 1886 mediou com as autoridades municipais para uma solução pacífica por ocasião da greve geral dos cocheiros. Ele se recusou a abençoar os soldados que partiam de Nápoles para a África Oriental, mas providenciou para aqueles que retornaram feridos após a derrota de Dogali (26 de janeiro de 1887) e não encontraram lugar no hospital militar para serem acolhidos em casas religiosas.
Morreu em Nápoles na noite entre 2 e 3 de janeiro de 1897 de uma doença bronco-pulmonar. As condolências, vastas e concordantes entre intransigentes e conciliadores, entre homens da Igreja e do governo, foram resumidas nas palavras do diário Dom Marzio de 13 de fevereiro de 1898: "Bom homem e bom monge, cultura incomum e excelente coração". Sepultado pela primeira vez na congregação de Santa Maria Vertecœli no cemitério de Poggioreale, em 1936 foi transferido para a capela Brancaccio da Catedral de Nápoles, onde, em 1940, por iniciativa do cardeal Alessio Ascalesi, foi erguido um monumento funerário.